# Tolvte århundredes renæssance
Det tolvte århundredes renæssance er en betegnelse for en række dynamiske strømninger, der prægede højmiddelalderens Europa, primært i det 12. århundrede.

## Nyt syn på middelalderen
At denne periode bliver knyttet til begreber som renæssance, reformation og fornyelse, er en relativ ny tilgang. Engang blev den anset for en mørk og barbarisk parentes mellem antikken og renæssancen, og som den svenske historiker Michael Nordberg skriver i sin bog Den dynamiske middelalder:
| Citat | Renæssancens lærde mente i deres grænseløse selvovervurdering, at de havde genvakt og genfødt Oldtidens kultur. | Citat |
|       | |       |

Denne nedvurdering af hele perioden har i mange sammenhænge hængt ved helt op til vor egen tid. I middelalderforskningen er billedet imidlertid blevet langt mere nuanceret efter 2. verdenskrig, så i dag opfatter man snarere perioden som præget af dynamik og fremgang, som Nordberg skriver:
| Citat | Tiden fra 1100- til 1400-tallet er en af de mest spændende perioder (…) Dengang opstod det moderne Europas struktur. | Citat |
|       | |       |

Desuden var interessen for antikkens litteratur ikke ny i renæssancen; den blev nemlig også flittigt læst og kopieret op gennem hele middelalderen.
Den første, som betegnede det tolvte århundrede som en renæssance, var den amerikanske historiker Charles Homer Haskins. Det var en bevidst kritik af Jacob Burckhardts beskrivelse af middelalderen som en nedgangstid i forhold til både Antikken og Renæssancen. Middelalderhistoriens ideologiske grundlag i dag kan således nærmest karakteriseres som et forsvar af perioden mod renæssancehistorikernes angreb, og man har derfor især ledt efter baggrunden for senere perioders strukturer.
Den væsentligste grund til at betegne det tolvte århundrede som en renæssance er, at det var en yderst kreativ periode. Den så med helt nye øjne på den klassiske litteratur, og adskilte sig derved i meget høj grad fra den foregående tid. Det er dog vigtigt at være opmærksom på, at det er os, der beskriver perioden som en genfødsel af den klassiske litteratur. For samtidens lærde var det latinske sprog aldrig dødt, og den antikke kultur havde været levende helt op til deres egen tid.
Perioden var ikke præget af ensartethed, men bød i høj grad på afvigelse og konfrontation. Splittelsen kom blandt andet til udtryk i de kætterbevægelser, der opstod, men som kan være svære helt at adskille fra den ortodokse tradition. Sammen med en udbredt følelse af forvirring og splittelse var der et stærkt ønske om reform af religiøse forhold.
En af de faktorer, der ofte fremhæves i fremstillingerne af perioden, er udviklingen, som var hurtig og vidt udbredt. Den var præget af kulturel integration over grænserne, ekspansion af den vestlige kristendom og munkevæsenet. Gamle klosterordner ekspanderede og mange nye blev grundlagt, som samtidig var en udfordring til de traditionelle idealer. Kommunikation og mobilitet mellem regionerne blev øget, der opstod mange nye centre, og gamle byer blomstrede op igen. Universalisme og integration var fremtrædende, men uden at det førte til hverken kulturel, politisk eller social ensartethed.

## Makrohistoriske tendenser
Dette århundrede var på mange områder præget af forandring, som omfattede både sociale, politiske og økonomiske forhold, og samtidigt oplevede den europæiske filosofi og videnskab en revitalisering. Faktorer, der var afgørende for senere tiders samfundsmæssige nybrud, kan ligeledes spores tilbage til forandringerne i det 12. århundrede. Det drejer sig f.eks. om renæssancen og den videnskabelige revolution i 17. århundrede.

### Handel
I det 12. århundrede blev mange af forudsætningerne skabt for den langdistancehandel, der kom til at præge den europæiske økonomi i de efterfølgende århundreder.
I Nordeuropa blev de første alliancer, der siden udviklede sig til Hanseforbundet skabt i slutningen af århundredet, efter grundlæggelsen af bystaten Lübeck, 1158–1159, som blev det mest prominente medlem af alliancen. Flere byer sluttede sig siden til, deriblandt Brugge, Köln, Bremen, Hannover og Danzig, mens byer som Bergen og Novgorod husede hanseatiske faktorier og købmænd. Forbundet oplevede sin storhedstid i 13. og 14. århundrede og fik afgørende betydning for både den økonomiske udvikling og politikken i hele det nordlige Europa. Samtidigt begyndte en tysk kolonisering af området øst for det Tyske kejserrige; i Preussen og Schlesien grundlagde kolonisterne mange nye byer, og områderne blev med tiden domineret af tysk kultur.

Tilsandingen af Limfjorden ved Agger Tange betød at store handelsskibe, der sejlede mellem Østersøen og Nordsøen i stedet for den gamle rute gennem Limfjorden måtte sejle den langt mere vanskelige rute rundt om Jylland ved Skagen. Det traditionelle og hurtige langskib blev derfor erstattet af den langsomme men mere sødygtige kogge, der hurtigt blev det dominerende fartøj i hele regionen.
De italienske byer Venedig og Genova skabte hver et handelsimperium i Middelhavet, hvor de formidlede varer fra Asien, især krydderier og silke. Venezianske handelsfolk rejste efterhånden længere mod øst, og i det 13. århundrede kunne Marco Polo, som den første europæer offentliggøre en øjenvidneskildring af en rejse langs Silkevejen til Kina.

### Videnskab
I den tidlige middelalder var al filosofisk og videnskabelig lærdom i Vesteuropa baseret på kopier af de få tekster fra antikken, der var blevet bevaret lokalt efter Romerrigets kollaps. I de østlige provinser fortsatte Romerriget med at eksistere helt frem til 1453, og den antikke litterære tradition var fortsat levende her, sådan at et stort tekstkorpus derfor fik lov til at overleve. I de islamiske områder blev antikkens litteratur ligeledes bevaret. Men i Vesteuropa havde man næsten fuldstændigt mistet kontakten til fortidens filosofi.
Alt dette forandrede sig i løbet af det 12. århundredes renæssance, da kontakten blev forøget til de regioner, hvor den antikke tradition havde overlevet. På den Iberiske halvø generobrede kristne kongeriger muslimske territorier og byer, og fik derved adgang til kopier af ellers mistede tekster og nye værker af filosoffer som Averröes og Avicenna. Det samme skete på Sicilien, mens korsfarere og pilgrimme, der rejste gennem Konstantinopel til Jerusalem fik adgang til nye værker der. Perioden så også oprettelsen af de første vesteuropæiske universiteter, som skabte et behov for en helt ny intellektuel infrastruktur, der igangsatte oversættelse og spredning af de nyfundne tekster indenfor det lærde miljø.
I begyndelsen af 13. århundrede fandtes gode latinske oversættelser af de væsentligste antikke forfattere spredt udover hele Europa, og på dette tidspunkt var nye naturfilosofiske arbejder skabt på basis af disse tekster i det skolastiske miljø. Lærde forfattere som Robert Grosseteste, Roger Bacon, Albertus Magnus og Duns Scotus regnes i dag som forløbere for den moderne empiriske metode. Sent i 13. århundrede havde Aristoteles mistede sin status som altdominerende autoritet, og filosofferne kunne derfor begynde at anskue naturen fra nye vinkler, og dermed berede vejen til den moderne naturvidenskab. Denne filosofiske udvikling havde endnu kun betydning for meget få mennesker, og det var på ingen måde forudbestemt, at den siden skulle medføre en videnskabelig revolution.

### Teknologi
Det 12. og 13. århundredes Europa oplevede en radikal stigning i den hastighed, hvormed nye teknologier blev udviklet og spredt, og denne tendens omfattede også nye måder at administrere gammelkendte produktionsformer og økonomi. Man skønner, at der i denne periode blev introduceret og udviklet flere nye teknologier i Europa end i hele verden de foregående tusind år.. Eksempler på nye teknologier, der blev introduceret under denne teknologiske revolution omfatter bl.a.:
- ca. 1180: Ældste kendte afbildning i Europa af skibe med roret monteret på agterstavnen.
- 1185: Ældste beskrivelse af en vindmølle stammer fra Yorkshire, England.
- Slutningen af det 12. århundrede: Magnetiske kompas når til Europa.
- Leonardo da Pisa introducerer Hindu-Arabiske tal til Europa med bogen Liber Abaci' i 1202.
- Det 13. århundrede: Spinderokken kommer til Europa, formodentlig fra Indien
- ca. 1270 fremstilling af papir begynder i Italien.
- 1280'erne: Brilleglas opfindes i Italien.
- astrolabet genintroduceres i Europa fra al-Andalus.

### Skolastik
Nyopdagelsen af især Aristoteles' værker gennem oversættelser af den jødiske og muslimske filosofi førte til dannelsen af en ny filosofisk metode: Skolastikken. De første i vestlige filosoffer, der lod sig inspirere, var Albertus Magnus, Bonaventura og Peter Abelard. Deres arbejder dannede senere i det 12. århundrede grundlaget for denne tradition, hvis mål primært var at forklare og underbygge de kristne doktriner gennem empiriske, sekulære studier ved brug af rationel tænkning og logik. Skolastikerne afviste den mystiske tilgang til erkendelse og den platonisk-augustinske dualisme, og dermed opfattelsen af verden som grundlæggende ond. Den mest indflydelsesrige skolastiker var Thomas Aquinas, og han grundlagde en sindets filosofi, hvis hovedtese var, at sindet ved fødslen var en tabula rasa (ubeskrevet tavle), som gennem en guddommelig gnist havde fået muligheden for at tænke og genkende fænomener og idéer.
En af tidens vigtigste filosofiske diskussioner var striden om almenbegreberne, og den var ikke kun begrænset til det skolastiske miljø, men inddrog også lærde fra andre miljøer, som f.eks. William af Ockham, Anselm af Canterbury, Peter Damian, Bernhard af Clairvaux og Hugo af St. Victor.

### Kunst
- Trouvère
- romansk
- gotisk stil